# Nanzhuangtou
Nanzhuangtou (Chino: 南莊頭, Nánzhuāngtóu), datado en 12,600–11,300 cal BP o 11,500–11,000 cal BP, aproximadamente 9500–9000 a. C, o 10,700–9500 BP, aproximadamente 8700–7500 a. C, es un sitio neolítico inicial  cerca del lago Baiyangdian en el condado de Xushui, Hebei, China. El sitio fue descubierto debajo de una turbera. En el yacimiento se descubrieron más de 47 piezas de cerámica. Nanzhuangtou es también el yacimiento neolítico más antiguo descubierto hasta ahora en el norte de China. Hay evidencia de que la gente de Nanzhuangtou tenía perros domésticos hace 10.000 años. En el lugar también se descubrieron losas y rodillos para moler piedras y artefactos óseos. Es uno de los primeros yacimientos que muestran evidencia del cultivo de mijo que data de 10,500 años AP. La cerámica también puede datarse en el año 10,200 a. C.
El sitio fue descubierto en 1986, cuando se descubrió una capa cultural de huesos de animales, carbón y herramientas de piedra. La capa estaba a 180 centímetros por debajo del suelo, que está cubierto con depósitos lacustres como arcilla limosa gruesa de color negro y gris. Hasta el momento se han llevado a cabo tres excavaciones arqueológicas por instituciones como el Departamento de Arqueología de la Universidad de Pekín, el Departamento de Historia de la Universidad de Hebei, el Instituto Provincial de Reliquias Culturales de Hebei y otras instituciones culturales a nivel de ciudad y condado.
El período Neolítico temprano (7000 a. C.–5000 a. C.) sucede a Nanzhuangtou y se caracteriza por el surgimiento de aldeas agrícolas en las llanuras aluviales de China, como se ve en el sitio de Peiligang.